# Амедео Натоли
Амедео Натоли (на италиански: Amedeo Natoli; роден на 23 септември 1888 г. в Палермо, починал на 25 юни 1953 г. в Париж) е италианско-френски банкер, юрист, писател и предприемач, смятан за един от основателите на съвременната застрахователна индустрия и международни финанси. Активен във Франция и Италия, той изиграва ключова роля в развитието на презастраховането и транснационалното кредитиране през първата половина на XX век.

## Биография
Амедео Натоли е роден в Палермо в семейството на Антонино Натоли и Никол Перес Натоли. Той произхожда от сицилианския клон на френската благородническа фамилия de Nanteuil (de Nantolio), свързана с Анжуйската династия. Образова се в Парижкия университет и в Университет Колумбия в Ню Йорк, където специализира в сравнително право, икономика и международни финанси.
Кариерата му преминава между Париж, Рим, Милано и Ню Йорк, в рамките на висшите финанси. Той е един от съоснователите на групата Alleanza Securitas Esperia – едно от първите съвременни паневропейски застрахователни дружества. Въвежда мащабни структури за презастраховане, предназначени за индустрията и публичния сектор.

## Дейност и възгледи
Натоли е дискретна, високообразована и визионерска личност. Представлява типичния „банкер-философ“ от XX век, комбиниращ класическо образование с финансова иновация. Член е на Лойдс оф Лондон, колекционер на произведения на изкуството, фехтовач, боксьор и любител на конния спорт.
През 1934 г. публикува книгата Insurance and Reinsurance, преведена на пет езика (италиански, английски, немски, френски, испански). В нея представя концепцията за „суверенен ликвиден капитал“ като алтернатива на традиционното земевладение. Теориите му оказват влияние върху разработването на макроикономически инструменти за управление на риска.
Между двете световни войни Натоли е финансов съветник на няколко европейски правителства, включително това на Франция, по въпросите на публичната презастрахователна политика.
През 1933 г. получава званието Велик офицер на Орден на Италианската корона за заслуги към публичните финанси.

## Личен живот
Женен за Клара Санти Натоли (1890 – 1963), с която сътрудничи в културни и благотворителни инициативи. Води личен живот, далеч от медийното внимание. Умира в Париж през 1953 г. Погребан е на Монументалното гробище в Милано.

## Наследство
Натоли се смята за пионер в интеграцията между частните финанси и държавните гаранционни системи. Предвещава по-късните модели на публично презастраховане, прилагани от централните банки и международните институции. Сравняван е с фигури като Натан Майер Ротшилд и Пол Уорбърг.

## Основни публикации
- Some of the most important features of the economic and financial situation in 1932 (1933)
- Insurance and Reinsurance, Bestetti Edizioni, Париж, 1934

## Отличия
- Велик офицер на Орден на Италианската корона (1933)